# Apeliote
Apeliote (in greco antico: Ἀπηλιώτης?, Apēliṑtēs) è una figura della mitologia greca, era figlio di Astreo e di Eos, e fratello di Borea, Euro, Calcias, Noto, Lips, Zefiro e Sciron.

## Il mito
Come i suoi fratelli, era la personificazione di un vento, in particolare, era il dio del vento dell'Est. Veniva considerato portatore di pioggia, benefica per i raccolti, ed era per questo adorato soprattutto dai contadini. Veniva per questo motivo rappresentato come un giovane dai tratti infantili, con una fluente chioma ricciuta, vestito di verde, e con in mano frutta, grano e fiori. 
Era comunque un dio minore, ed il suo culto veniva spesso fatto coincidere con quello di Auros o Euro, il vento dell'Est.